# Zimmerius acer
Zimmerius acer е вид птица от семейство Tyrannidae.

## Разпространение
Видът е разпространен в Бразилия, Гвиана, Суринам и Френска Гвиана.